# Edmund Teske
Edmund Teske (* 7. März 1911 in Chicago; † 22. November 1996 in Los Angeles) war ein US-amerikanischer Fotograf.

## Leben und Werk

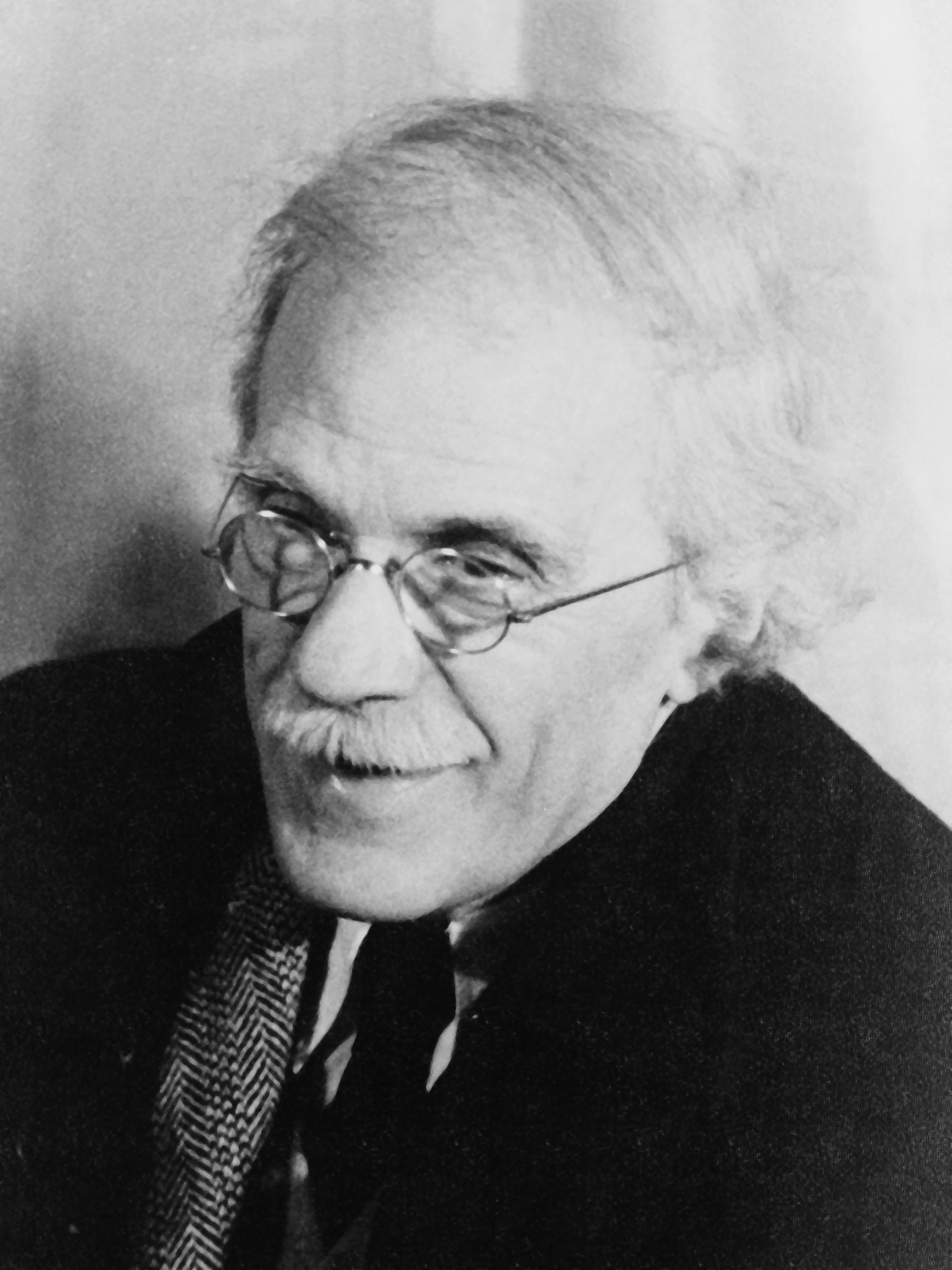
Alfred Stieglitz 1935

Teske beschäftigte sich schon als Kind mit Musik, Kunst und Poesie und machte im Alter von sieben Jahren seine erste Fotografie. In den frühen 1920er-Jahren erlernte er in der Grammar School Dunkelkammertechniken, die er im Lauf seines Lebens ständig weiter entwickelte. Nachdem er die Highschool abgebrochen hatte, suchte er in Chicago Fotografen auf, um von ihnen zu lernen. Im Keller seines Elternhauses richtete er sich eine Dunkelkammer ein. In den frühen 1930er-Jahren machte er seine ersten bedeutenden Aufnahmen und zählte bald zu den bekannten Fotokünstlern der Stadt. Zu seinen bevorzugten Objekten zählten Industrie- und Gewerbegebäude, Ladenfronten und Straßenszenen mit  Arbeitern und Kindern.
1934 nahm Teske eine Stelle als Assistent in einem kommerziellen Fotostudio an. 1936 lernte er auf einer Reise nach New York den Fotografen, Galeristen und Mäzen Alfred Stieglitz kennen. Diese Begegnung beschrieb Teske später als prägend für seine Laufbahn. Im selben Jahr lud ihn Frank Lloyd Wright auf seinen Sommersitz Taliesin in Wisconsin ein, um am Taliesin Fellowship Programm teilzunehmen. Wright und die anderen Künstler, die sich dort aufhielten, inspirierten Teske, seine Vorstellungen über kreative Produktion und die Rolle des Künstlers auszugestalten.

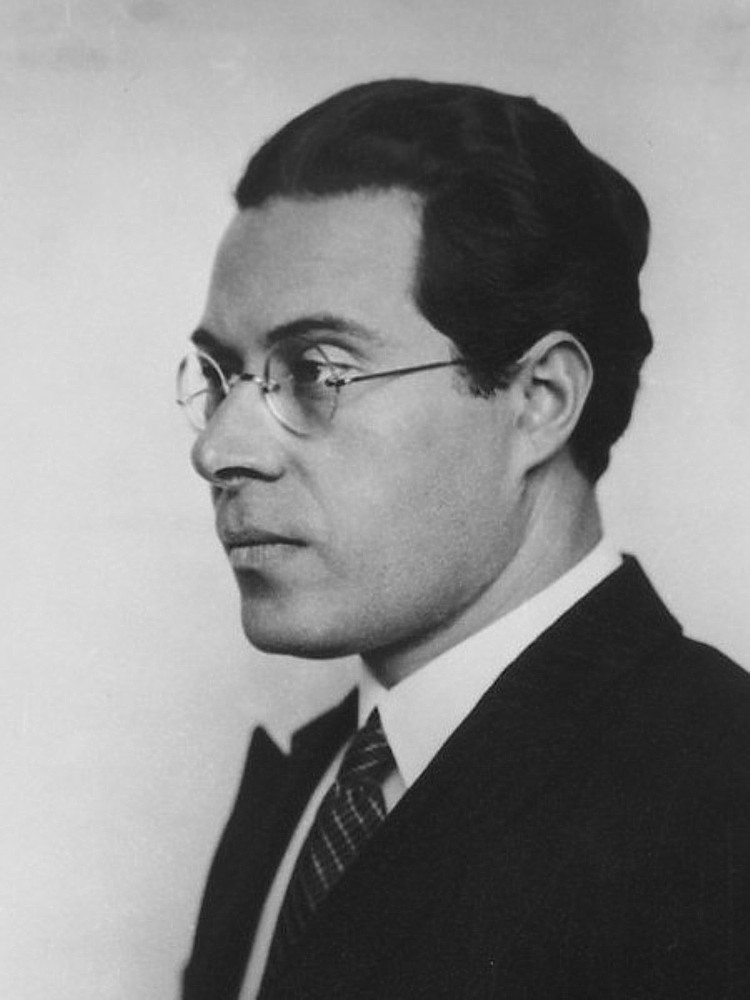
László Moholy-Nagy um 1930

Nach seiner Rückkehr nach Chicago unterrichtete er am New Bauhaus bei László Moholy-Nagy und fertigte eine Serie von Fotografien mit dem Titel Portrait of My City an. Er zog dann nach New York, wo er eine Anstellung als Assistent der Dokumentarfotografin Berenice Abbott fand. 1943 übersiedelte Teske nach Los Angeles und arbeitete zunächst bei Paramount Pictures in der Abteilung für Fotoaufnahmen am Filmset. Teske fertigte weiterhin eigene Fotografien an und bezog ein Studio mit Fotolabor, das auf dem Gelände des von Frank Lloyd Wright entworfenen Hollyhock House lag.
Teske machte sich Mitte der 1940er Jahre selbstständig und stellte regelmäßig seine Fotografien aus. Bald florierte sein Geschäft und sein Studio wurde zu einem Treffpunkt der Kunstschaffenden aus der Umgebung. Dabei lernte er eine Reihe von Künstlern und Filmemachern kennen, darunter Man Ray, Lewis Milestone und George Cukor. Zu dieser Zeit beschäftigte sich Teske intensiv mit dem Gedankengut der Vedanta, einem im Hinduismus verwurzelten Zweig der indischen Philosophie, der die Einheit aller Dinge im Universum betont. Diese Denkweise beeinflusste ihn lebenslang und veranlasste ihn, seine Arbeit symbolisch auszurichten. Dazu überlagerte Teske in der Dunkelkammer mehrere Bilder, um neue Bildrealitäten zu schaffen und einer persönlichen Vision Gestalt zu geben.
Als Höhepunkt seiner technischen Experimente perfektionierte Teske 1958 ein neues Verfahren, das Abzüge mit umgekehrten hellen und dunklen Tönen und ungewöhnlichen Farbeffekten in meist roten oder braunen Schattierungen hervorbrachte. Teske stellte zu Lebzeiten ausgiebig aus, unter anderem im Museum of Modern Art in New York, im Art Institute of Chicago, im Pasadena Art Museum und im San Francisco Museum of Modern Art. Er porträtierte auch Künstler seiner Zeit, darunter die Musiker der Rockgruppe The Doors. Daneben nahm er zweimal eine Gastprofessur an der California State University von Los Angeles an.
Eine Monografie von Teskes Werk mit dem Titel Images from Within wurde 1980 veröffentlicht. 1993 zeigte das J. Paul Getty Museum seine Arbeiten in der Einzelausstellung Being and Becoming: Photographs by Edmund Teske. Nach seinem Tod präsentierte das Getty Museum 2004 mit Spirit into Matter: The Photographs of Edmund Teske eine große Retrospektive seines Werks. Edmund Teske schuf ein innovatives und lyrisches Werk, das sich durch ein hohes Maß an technischen und gestalterischen Experimenten auszeichnet und von einer intensiven persönlichen Vision durchdrungen ist. Er betrachtete die Fotografie als eine flexible Kunstform und galt aufgrund seiner speziellen Belichtungs- und Überlagerungsverfahren als Innovator der Dunkelkammer. Sein Œuvre, das die ausdrucksstarken und emotionalen Potenziale des Mediums ausschöpfte und völlig neue Themenbereiche erschloss, beeinflusste maßgeblich die nachfolgende Generation amerikanischer Fotografen.